# ماهیچه‌های تنفسی
ماهیچه‌های تنفسی آن دسته از ماهیچه‌هایی هستند که با کمک به انبساط و انقباض حفره قفسه سینه، به دم و بازدم کمک می‌کنند. دیافراگم و تا حدی کمتر، ماهیچه‌های میان‌دنده ای فرایند را هنگام تنفس آرام هدایت می‌کنند. کشش این ماهیچه‌ها برای سلامت سیستم تنفسی و به حداکثر رساندن قابلیت‌های عملکردی آنان بسیار مهم است.